# Palau-sator
Palau-sator ist ein Ort und eine Gemeinde (municipi) in der Provinz Girona in der Autonomen Region Katalonien. Zur Gemeinde gehören auch die Dörfer Fontclara, Sant Feliu de Boada, Sant Julià de Boada und Pantaleu.

## Lage
Palau-Sator liegt auf einer kleinen Anhöhe der küstennahen Ausläufer der Gavarres etwa 36 Kilometer (Fahrtstrecke) östlich von Girona bzw. etwa sechs Kilometer (Luftlinie) westlich der Mittelmeerküste in etwa 25 Meter Höhe ü. d. M.

## Bevölkerungsentwicklung
| Jahr      | 1960 | 1970 | 1981 | 1990 | 2000 | 2010 |
| Einwohner | 505  | 435  | 317  | 315  | 293  | 290  |

In der zweiten Hälfte des 19. Jahrhunderts hatte die aus vier Dörfern bestehende Gemeinde zeitweise über 700 Einwohner. Die Reblauskrise im Weinbau und die Mechanisierung der Landwirtschaft führten seitdem zu einem konstanten Rückgang der Bevölkerung.

## Wirtschaft
Früher lebten die Einwohner hauptsächlich als Selbstversorger von der Landwirtschaft, zu der auch der Anbau von Wein und die Haltung von Vieh gehörte. Außerdem diente der Ort als handwerkliches und merkantiles Zentrum mehrerer Dörfer und Weiler in der Umgebung. Inzwischen sind viele der leerstehenden Häuser zu Ferienwohnungen umgestaltet worden.

## Geschichte
Auf dem Gemeindegebiet wurden zwar römische Keramikscherben gefunden, doch Siedlungsspuren wurden bislang nicht entdeckt. Bereits in frühmittelalterlicher Zeit war der Palatii Murorum oder Palatio Maurore genannte Ort besiedelt; er wurde zudem von einer Burg (castell) beschützt. Der heutige Ortsname wird urkundlich erstmals im 14. Jahrhundert erwähnt und bedeutet so viel wie ‚Palau bei der Burg‘.

## Sehenswürdigkeiten

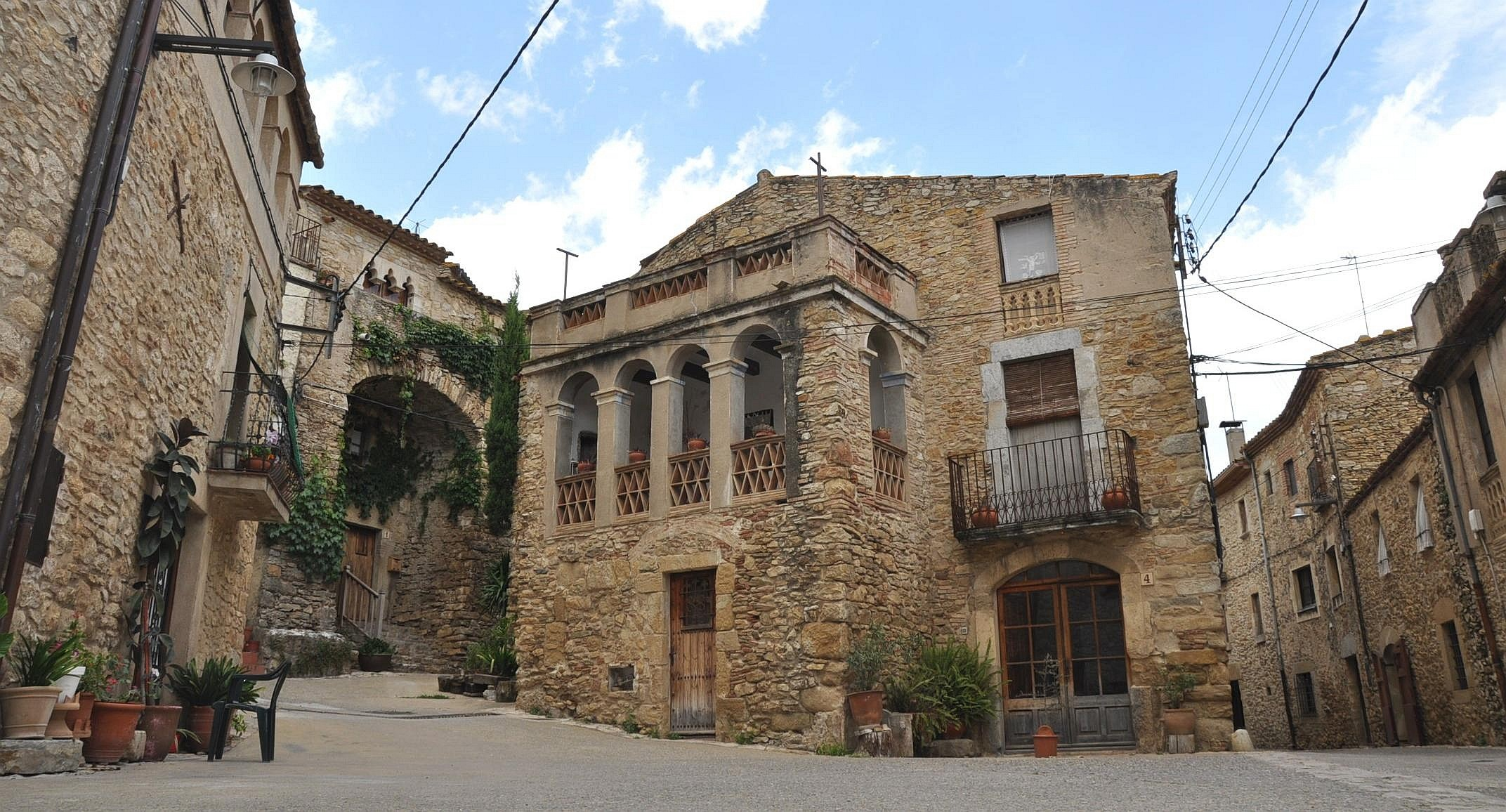
Ortskern von Palau-sator

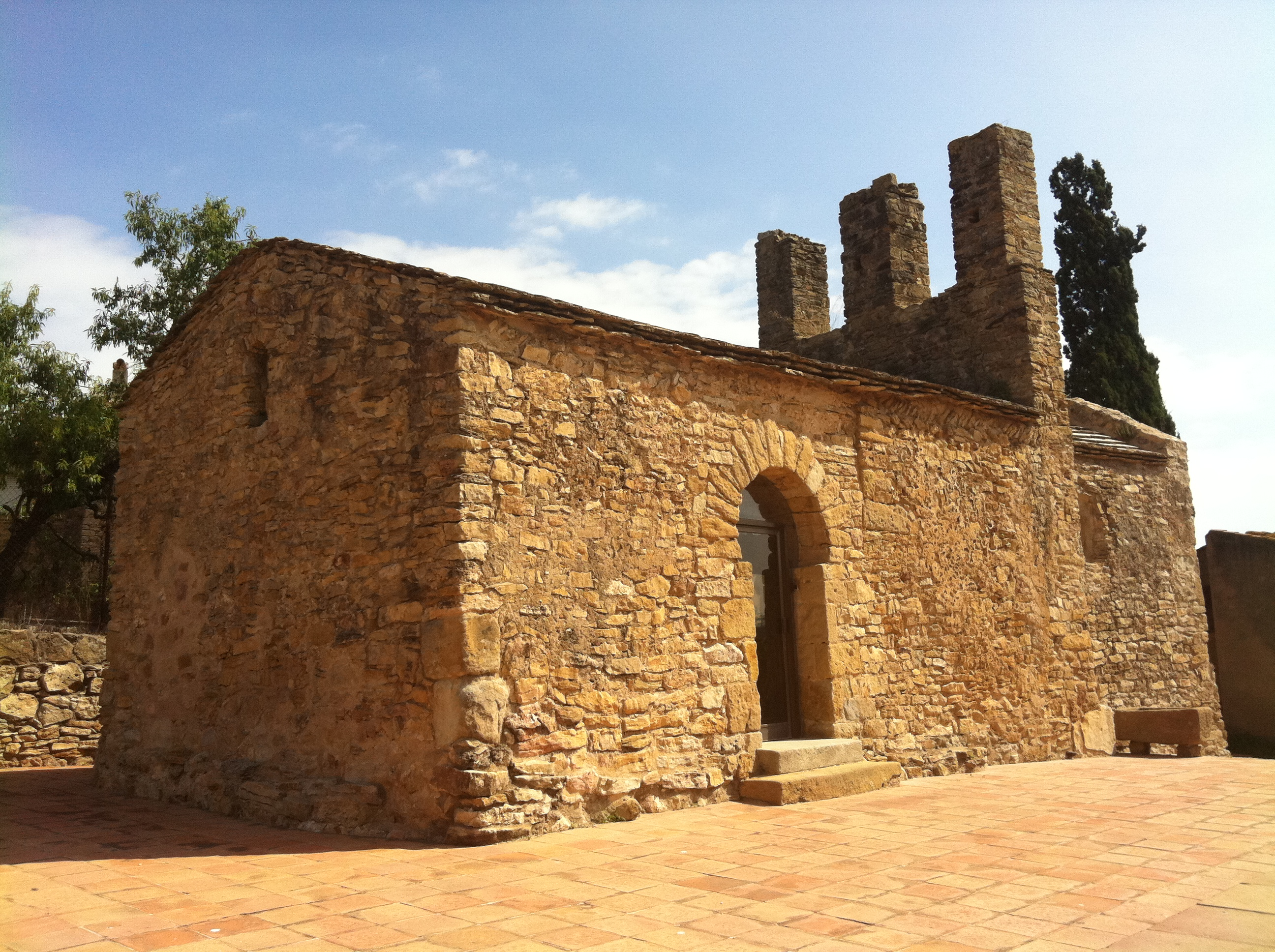
Kirche von Sant Julià de Boada

Auf dem Gebiet der Gemeinde stehen mehrere denkmalgeschützte Bauwerke (Béns Culturals d'Interès Nacional oder ... Local):
Palau-sator
- Die aus Bruchsteinen erbaute Pfarrkirche Sant Pere stammt aus dem 12./13. Jahrhundert.
- Die Burgruine wird dem 10./11. Jahrhundert zugerechnet.
- Teile der mittelalterlichen Ortsbefestigung sind noch erhalten.
- Mehrere Häuser in den verwinkelten Gassen des denkmalgeschützten Ortskerns zeigen Bruchsteinmauerwerk.

Fontclara
- Das ehemalige kleine Benediktinerkloster Sant Pau de Fontclara wird in einer Urkunde des Jahres 908 erwähnt und wurde somit höchstwahrscheinlich bereits im 9. Jahrhundert gegründet. Es gehörte als Priorat zur Abtei Sainte-Marie de Lagrasse (Roussillon). Die erhaltenen Bauten stammen jedoch aus allesamt aus dem 11. und 12. Jahrhundert; sie wurden im 15./16. Jahrhundert teilweise erweitert und verändert. Die Apsis der heute als Pfarrkirche genutzten ehemaligen Klosterkirche ist mit Fresken (Majestas Domini und 12 Apostel) des 13. Jahrhunderts ausgemalt.

Sant Feliu de Boada
- Die gleichnamige Pfarrkirche wurde im 16. Jahrhundert erbaut.

Sant Julià de Boada
- Die gleichnamige Pfarrkirche Sant Julià de Boada ist ein äußerlich unscheinbarer Bau des 10. Jahrhunderts mit mozarabischen Merkmalen wie z. B. Hufeisenbögen.

Pantaleu
- Ein Rundturm (Torre cilíndrica) aus dem Mittelalter ist als Ruine erhalten.